# Johan Sadeler
Pour les articles homonymes, voir Sadeler.
Johan Sadeler (1550 - août 1600), Hans, Johann, Johannes, Joan, Jean, Jan Sadeler I ou Jan Sadeler l'Ancien, est un graveur illustrateur flamand, premier d'une célèbre famille de graveurs.

## Biographie
Né à Bruxelles en 1550, il se forme à Anvers. Reçu maître en taille-douce à la guilde Saint-Luc d'Anvers en 1572, il travaille d'abord pour l'éditeur Christophe Plantin. Il grave différentes planches d'après des dessins de Crispin van den Broeck, Michiel Coxcie, Dirck Barendsz et Maarten de Vos. Il se rend en Allemagne à la fin des années 1570, en particulier à Cologne en 1580. En 1581 il obtient le privilège d'éditer ses gravures de l'empereur Rodophe II. Après un court séjour à Mayence, il s'installe à Francfort-sur-le-Main avec son frère Raphaël. Il y rencontre notamment Crispin de Passe et Théodore de Bry.
En 1588, Il est invité à la cour de Munich par Guillaume V. Il s'illustre pendant son séjour d'une dizaine d'années par une puissance de travail exceptionnelle et une exécution magistrale soulignée par Joachim von Sandrart.
Vers la fin du siècle il part pour l'Italie, et visite notamment Florence, Vérone, Rome et Venise où il s'installe. Il y travaille de 1596 jusqu'à sa mort qui intervient en août 1600. Son testament contient un relevé des cuivres qu'il avait en commun avec son frère Raphaël dont les quatre célèbres séries de planches sur les ermites : Sylvae Sacrae, Solitudo Sive Vitae Patrum Eremicolarum, Trophaeum vitae solitariae et Solitudo sive vitae foeminarum anachoritarum.
Son œuvre extrêmement prolifique a parfois été copiée, par exemple par Thomas de Leu, Jan van Londerseel, ou Philippe Thomassin, le premier maître de Jacques Callot.

## Œuvre
Dans le catalogue de son œuvre publié en 1854, Charles Le Blanc dénombre 185 estampes.
Plus d'un siècle plus tard, le catalogue Hollstein publié en 1980, en compte 622.
Les Beaux-Arts de Paris possèdent un dessin Amour assis tenant une tablette (plume, encre brune et lavis d'encre de Chine, H. 0,104 ; L. 0,86 m). Il est signé et daté de sa main, et a été réalisé lors de son séjour à Munich, avant son départ pour l'Italie. Il fait partie du petit corpus de dessins connus de l'artiste, avec le Portrait de Joris Hoefnagel (Kunsthalle, Brême), et la Fortune sur un globe terrestre (Albertina, Vienne). 
Le musée du Nouveau Monde de La Rochelle,dispose, quant à lui, d'une Allégorie de l'Amérique parmi sa collection (estampe, H. 20 ; L. 23 cm).   

## Galerie

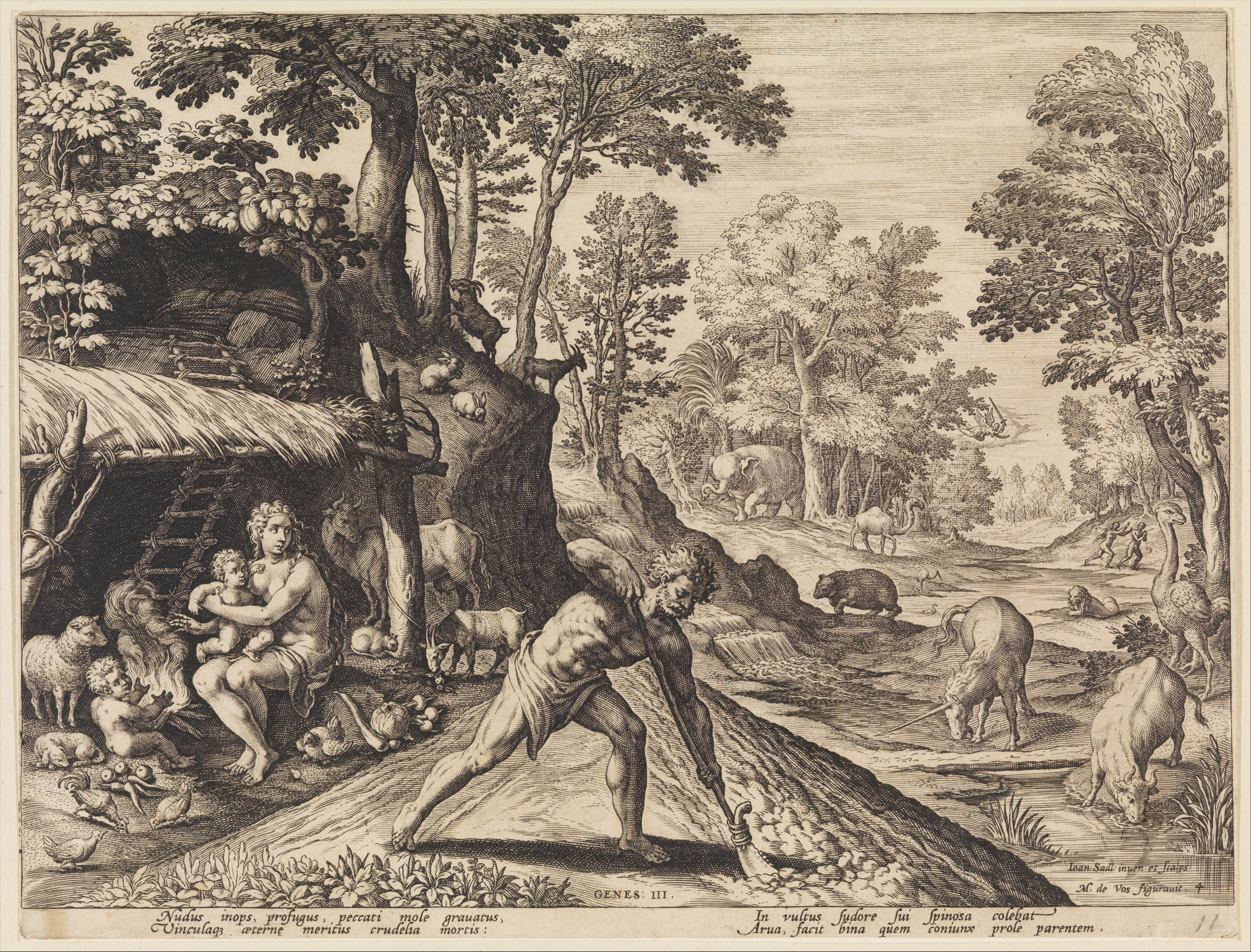
Après la chute, 1583, estampe d'après Maarten de Vos tirée de la série Boni et mali scientia, Metropolitan Museum of Art, New York.
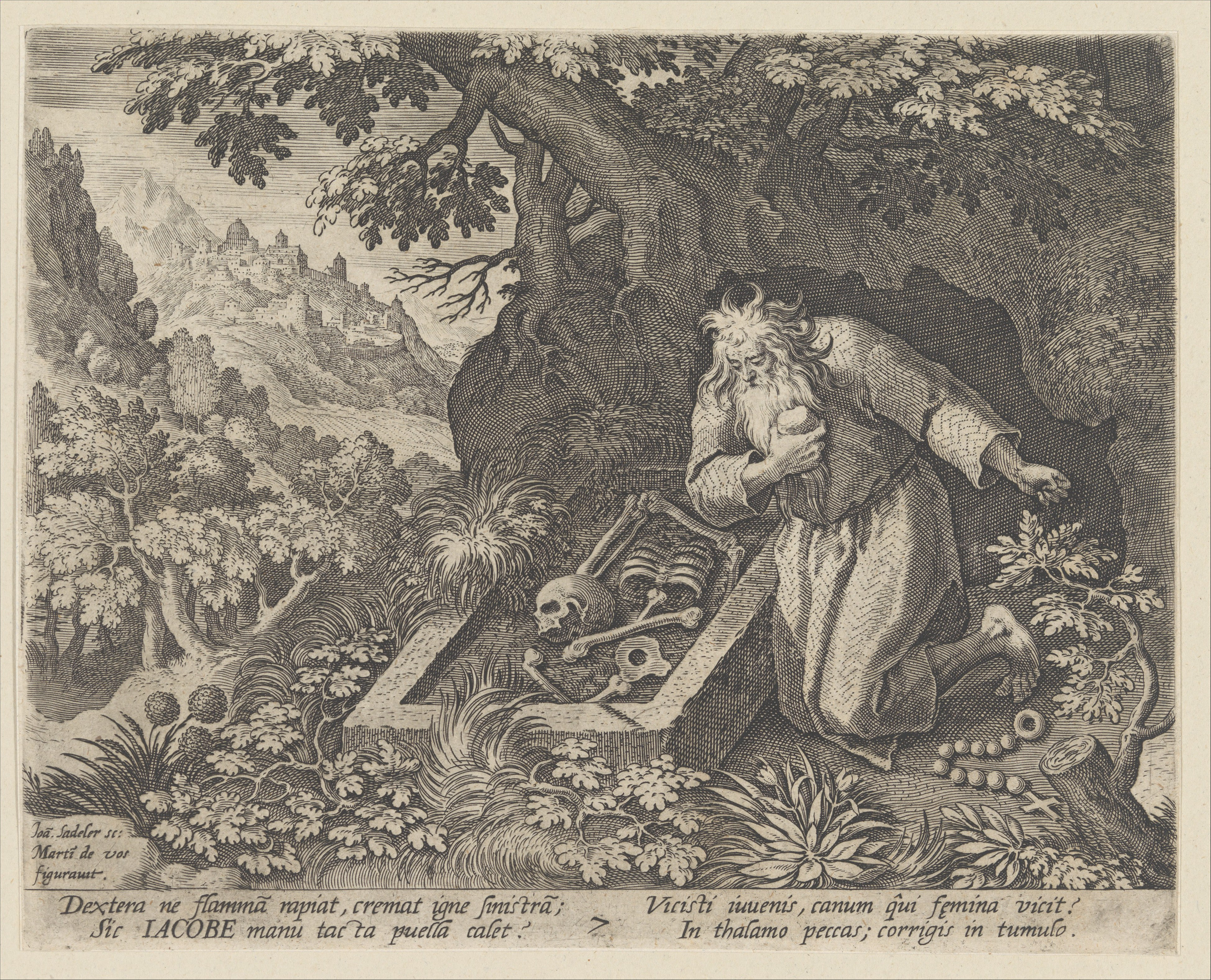
Jacob, 1593–94, estampe d'après Maarten de Vos tirée de la série Sylvae Sacrae, Metropolitan Museum of Art, New York.
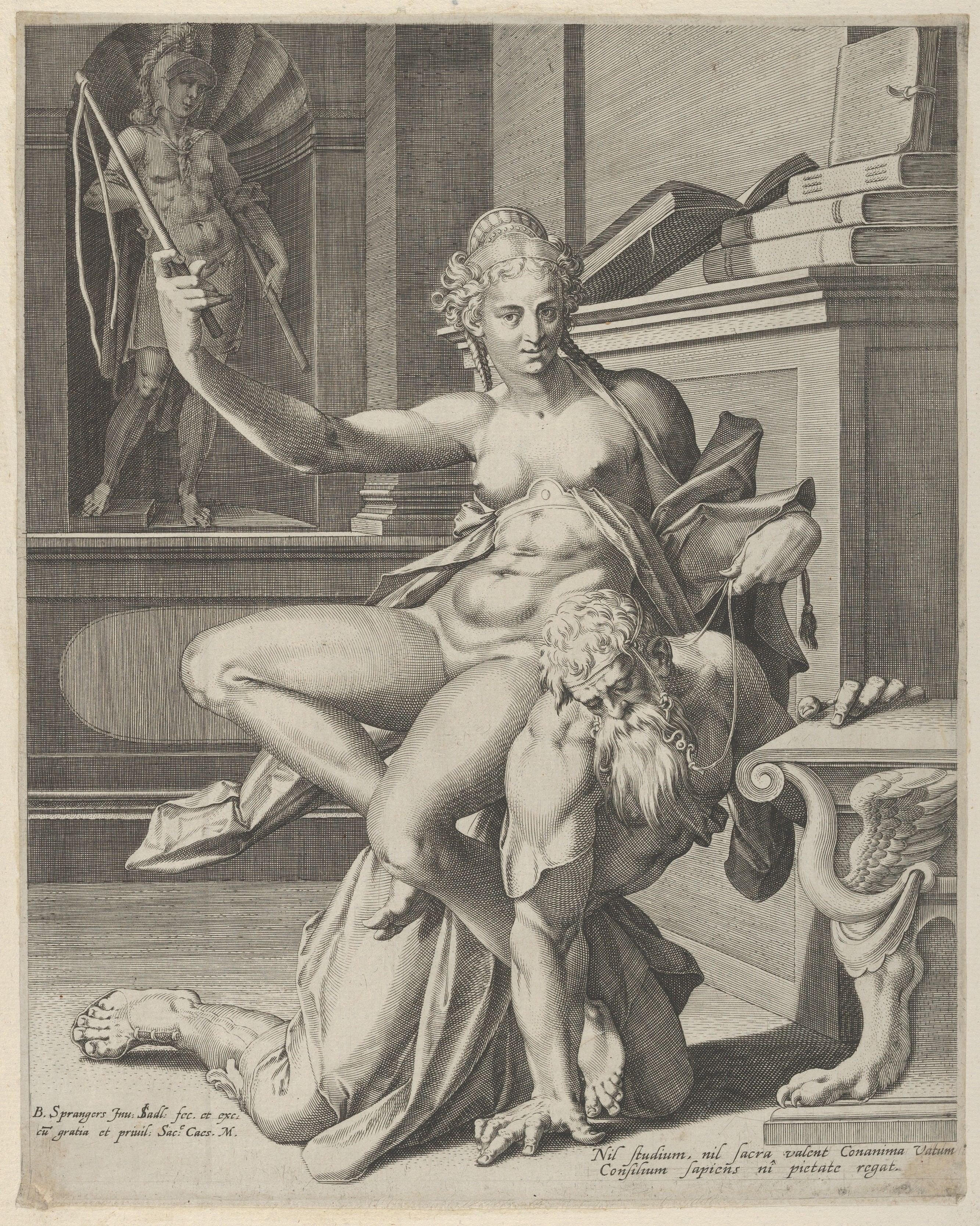
Aristote et Phyllis, Metropolitan Museum of Art, New York.
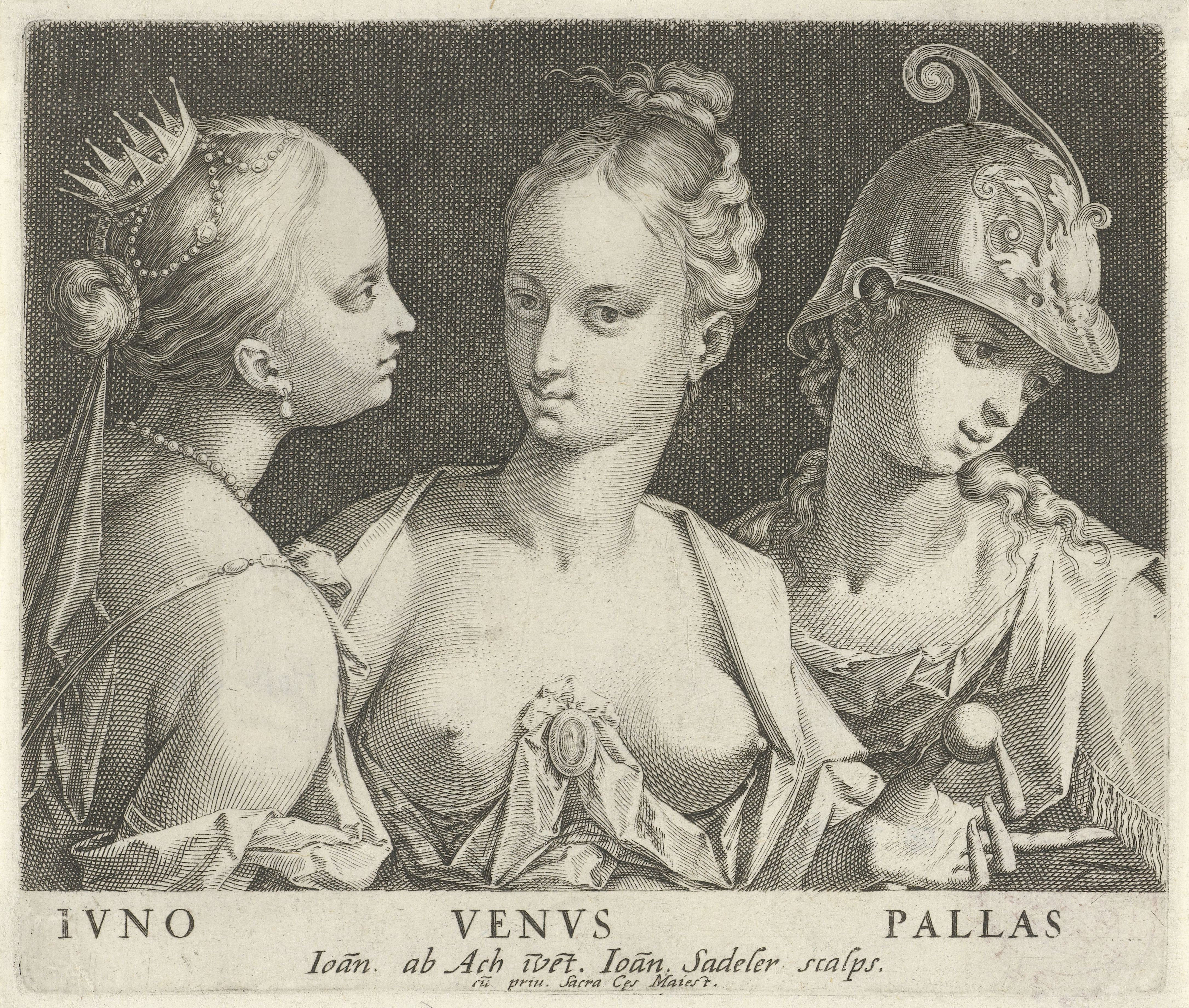
Junon, Vénus et Minerve, 1587-1595, estampe d'après Hans von Aachen, Rijksmuseum, Amsterdam.